# Slanica
Slanica je zaniklá obec na Oravě na Slovensku, která byla zatopena Oravskou přehradou. Po vybudování přehrady jméno zaniklé obce dlouhá léta připomínala vyhlídková loď z roku 1947. Byla sem převezena po ukončení své aktivní služby z Dunaje a dostala nové jméno Slanica. Katastrální území Slanice je součástí Námestova.

## Vznik obce
Obec byla založena u ústí říčky Slanice, dnešní Polhoranky, do Bílé Oravy, podle valašského práva, bratry z rodiny Kludovských, pocházející z obce Kňažia. První písemná zmínka o obci Slanica (pod názvem Zlanycha) je z roku 1564, kdy oravští Valaši žádali krále Ferdinanda I. o odpuštění daní v nově založených vesnicích. Slanica dostala název podle slané příchutě vody, která přitéká ze slaných pramenů z úpatí Babí hory. V době kuruckých bojů Slanica velmi zpustla.

## Obyvatelstvo obce
Obyvatelstvo obce se živilo zemědělstvím, chovem dobytka a v 18. století již převažovalo plátenictví. Podle záznamů z let 1777 – 1978 se výrobě a prodeji plátna věnovala většina rodin ve Slanici. Po úpadku plátenictví se obyvatelé věnovali obhospodařování malých políček a mnozí obyvatelé se odstěhovali.
V roce 1870 měla Slanica 152 domů a 1068 obyvatel. Do roku 1930 počet domů stoupl na 168, ale v obci bylo zaznamenáno už jen 329 obyvatel. Před zatopením žilo ve Slanici 850 obyvatel.

## Slanický ostrov umění
Kostel Povýšení svatého Kříže, postavený v obci Slanica v 18. století, stál na pahorku, který zůstal i po vybudování a naplnění Oravské přehrady nad vodní hladinou a dnes tvoří Slanický ostrov, nazývaný také Ostrov umění. Kostel se stavěl v letech 1766 až 1769 jako barokní kaple a v roce 1843 byl klasicistně přestavěn na kostel se dvěma věžemi a přistavěnou tzv. zámočnou kaplí. V současnosti se v interiéru kostela nachází galerie lidového umění, kde je nainstalována expozice „Tradiční lidová plastika a malba“. Na ostrově se zároveň nachází původní dnes už historický hřbitov a lapidárium „Oravské kamenické tvorby 18. a 19. století“. V bývalé hrobce je nainstalována expozice historie zatopených obcí a budování Oravské přehrady. Ostrov je v letní sezóně dostupný lodí jezdící z Námestova nebo z osady Prístav, naopak v zimních měsících je možné přejít až na ostrov po zamrzlé vodní hladině.

## Významné osobnosti
- Anton Bernolák (1762–1813) - římskokatolický kněz, jazykovědec
- Ján Bernolák (1789–1849), podnikatel a pláteník
- Janko Bernolák (1768–1848), podnikatel a pláteník
- Jozef Bernolák (1793–1847), národně kulturní pracovník a úředník
- Ondrej Bernolák (1727–1788), přírodovědec a pedagog
- Pavol Bernolák (1728–1796), osvětový pracovník a katolický kněz